# لوییز آبما
لوییز آبما (انگلیسی: Louise Abbéma; ۳۰ اکتبر ۱۸۵۳ – ۱۰ ژوئیهٔ ۱۹۲۷) نقاش، مجسمه‌ساز، و طراح اهل فرانسه بود.
وی همچنین برندهٔ جوایزی همچون لژیون دونور (شوالیه) شده‌است.